# Осречє
Осречє (словен. Osrečje) — поселення в общині Шкоцян, регіон Південно-Східна Словенія, Словенія.